# Friedrich Kluge
Friedrich Kluge (ur. 21 czerwca 1856 w Kolonii, zm. 21 maja 1926 we Fryburgu Bryzgowijskim) – niemiecki językoznawca, leksykograf, germanista. Autor wielokrotnie wznawianego i do dziś używanego słownika etymologicznego języka niemieckiego.

## Życiorys
Po ukończeniu gimnazjum w Höxter i Soest studiował od 1874 roku – m.in. u Augusta Leskiena – językoznawstwo porównawcze oraz filologię klasyczną i nowożytną na uniwersytecie w Lipsku (4 semestry), potem na uniwersytecie w Strasburgu, gdzie w 1878 uzyskał stopień doktora na podstawie rozprawy Zum indogermanischen Vokalismus (opublikowana w 1879 jako Beiträge zur Geschichte der germanischen Konjugation). W roku 1880 w Strasburgu został nieetatowym docentem (Privatdozent) języka niemieckiego i angielskiego. W roku 1884 został profesorem nadzwyczajnym, a dwa lata później profesorem zwyczajnym uniwersytetu w Jenie. Od roku 1893 pracował jako następca Hermanna Paula na stanowisku profesora zwyczajnego języka i literatury niemieckiej we Freiburgu i. Br. Był członkiem Akademii Nauk w Heidelbergu, Lipsku, Monachium, Gandawie.

## Działalność naukowa
Głównym obszarem działalności naukowej Klugego była historia języka, szczególnie historia słownictwa niemieckiego, oraz leksykografia. Jego słownik etymologiczny języka niemieckiego (1883), wielokrotnie wznawiany i uzupełniany, w roku 2011 miał swoje 25. wydanie. W roku 1900 Kluge założył czasopismo językoznawcze „Zeitschrift für deutsche Wortforschung”, do 1914 ukazało się 15 tomów tego czasopisma. Brał udział w pracach przygotowawczych do słowników: Goethe-Wörterbuch, Das Badische Wörterbuch, Deutsches Fremdwörterbuch. Ten ostatni, wielotomowy słownik wyrazów obcych, był opracowywany przez jego uczniów Hansa Schulza i Otto Baslera (tom pierwszy ukazał się w roku 1913), a następnie w latach 1974–1988 i później w Instytucie Języka Niemieckiego w Mannheimie. Zajmował się słownictwem niemieckich języków zawodowych i środowiskowych, w tym słownictwem marynarzy, studentów i socjolektów przestępczych (Rotwelsch). Współpracował z Hermannem Paulem przy Grundriss der germanischen Philologie
Kluge należał do tych językoznawców niemieckich, którzy  współpracowali z Powszechnym Niemieckim Stowarzyszeniem Językowym i  popierali jego aktywności purystyczne. Jednak nie był skrajnym purystą i  uważał, że wyrazy obce to część historii języka niemieckiego i kultury niemieckiej, nie należy więc usuwać wyrazów mających podobną strukturę jak wyrazy rodzime, np. Titel, Sorte, Rasse, Mode. Nie mają szans powodzenia neologizmy tworzone przez purystów językowych, które nie są zgodne z naturą języka niemieckiego.

## Friedrich Kluge – publikacje (wybór)
- Etymologisches Wörterbuch der deutschen Sprache (1883, 9. wyd. 1926, 25. wyd. 2011)
- Von Luther bis Lessing. Sprachgeschichtliche Aufsätze (1888, 5. wyd. 1918)
- Deutsche Studentensprache (1895, wznowienie: 1984–1985).
- Rotwelsches Quellenbuch (1901, przedruk 1987).
- Unser Deutsch. Einführung in die Muttersprache. Vorträge und Aufsätze (1907, 5. wyd. 1958)
- Seemannssprache. Wortgeschichtliches Handbuch deutscher Schifferausdrücke älterer und neuerer Zeit (1908, 1973)
- Die Elemente des Gotischen (1911)
- Wortforschung und Wortgeschichte. Aufsätze zum deutschen Sprachschatz (1912)
- Nominale Stammbildungslehre der altgermanischen Dialekte (3. wyd. 1926)[7].